# Hloubětín (stanice metra)
Hloubětín (zkratka HL) je stanice na trase B pražského metra. Byla zprovozněna v říjnu 1999. Nachází se ve stejnojmenné čtvrti, nedaleko Hloubětínského sídliště, pod ulicí Poděbradskou.

## Charakteristika

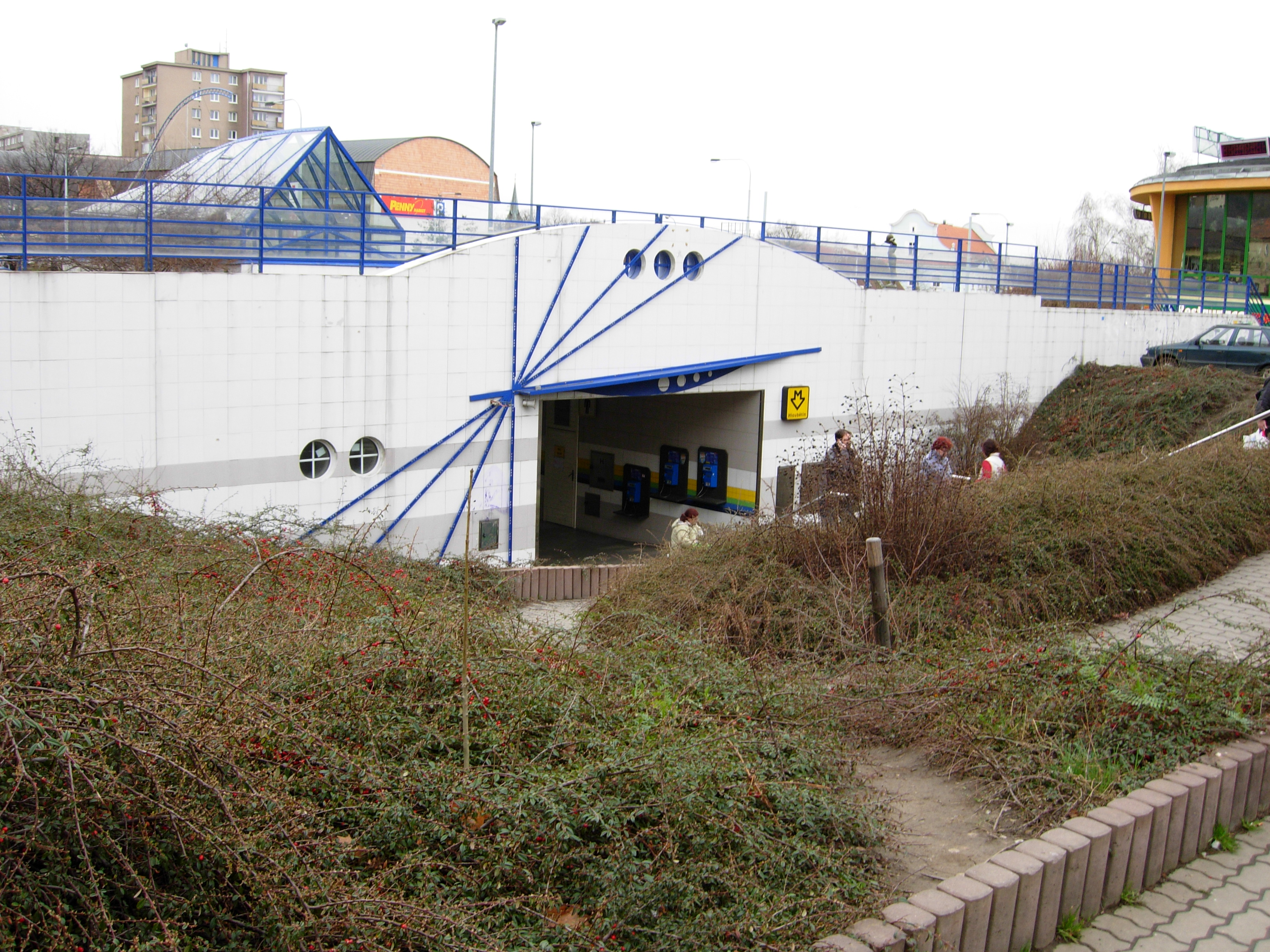
Vchod do stanice metra Hloubětín.

Stanice je ražená, trojlodní se zkrácenou střední lodí a sedmi páry prostupů na nástupiště, které se nachází 26 m pod povrchem. Obklady stěn za kolejištěm jsou řešeny smaltovanými plechy s kombinací barev: bílé, žluté, zelené a dvou odstínů modré. Tato barevná kombinace však provází stanici nejen na stěnách za kolejištěm, ale i v eskalátorovém tunelu, ve vestibulu a výstupech na povrch. Hloubětín má jeden výstup s jedním eskalátorovým tunelem a jedním vestibulem, napojeným do podchodu pod Poděbradskou ulici. Umožněn je také přístup handicapovaným osobám pomocí výtahu. Stanice se stavěla mezi lety 1991–1999, v období 1998–1999 se dokončovala za provozu linky B kvůli nedostatku financí pražského magistrátu.
Zastávka tramvaje nad stanicí na trati na Lehovec se do roku 1999 jmenovala Havana podle restaurace vybudované jako vybavení sídliště; název Hloubětín patřil zastávce a obratišti blíže středu města, které byly po zprovoznění stanice metra vzhledem ke své blízkosti k historickému centru Hloubětína přejmenovány na Starý Hloubětín.